# Fritz Erler
Fritz Erler (Frankenstein, 1868 – Monaco di Baviera, 1940) è stato un pittore, grafico e scenografo tedesco.

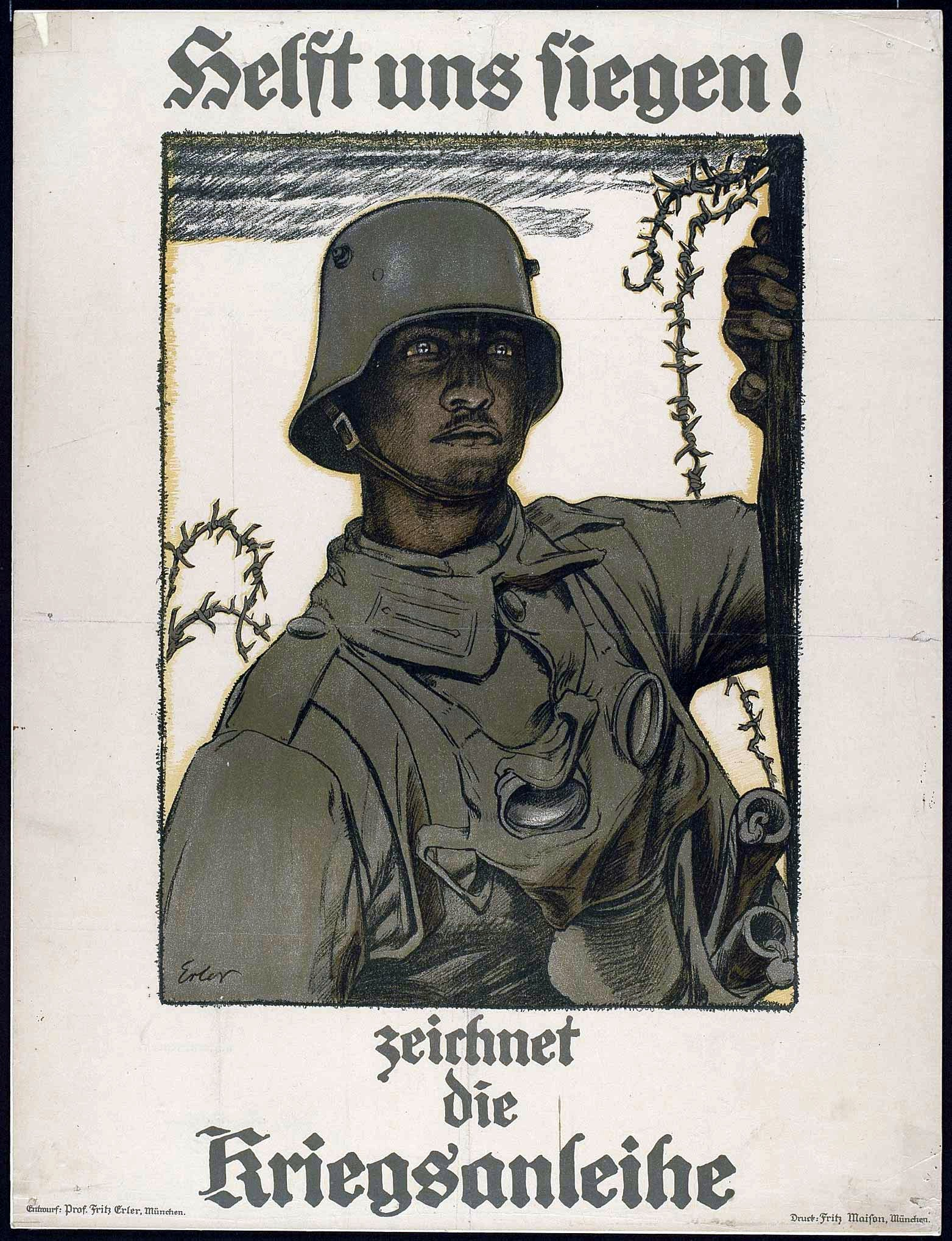

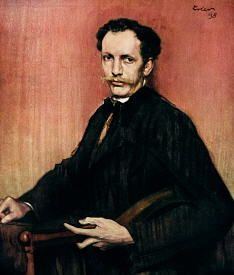

Lavorò a Parigi dal 1892 al 1894; nel 1899 fondò il gruppo pittorico Die Scholle (La gleba). Fu noto come autore di manifesti propagandistici tedeschi durante la prima guerra mondiale e come ritrattista.
Notevole è inoltre il suo lavoro al casino di Wiesbaden.